# Pollinier

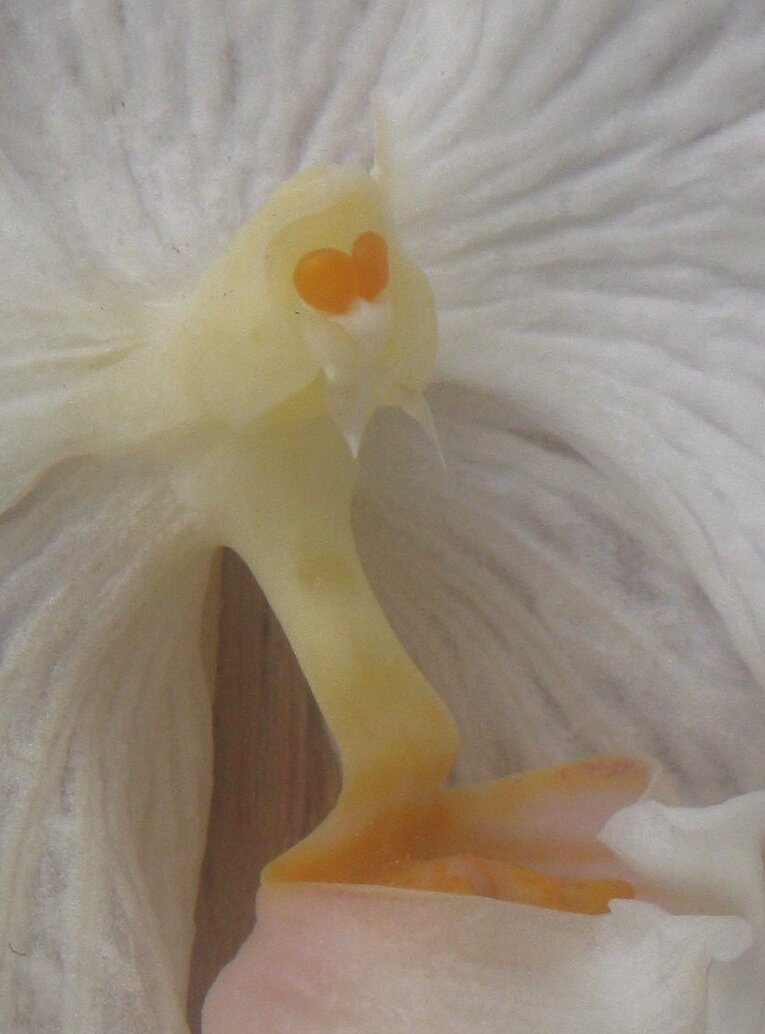
Phalaenopsis före pollinering

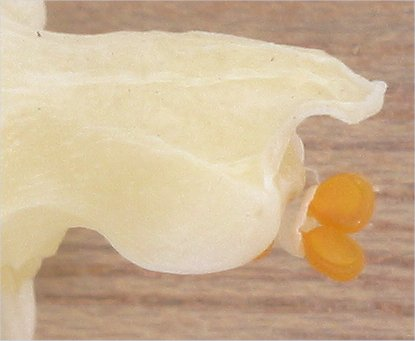
pollinierna hosPhalaenopsis

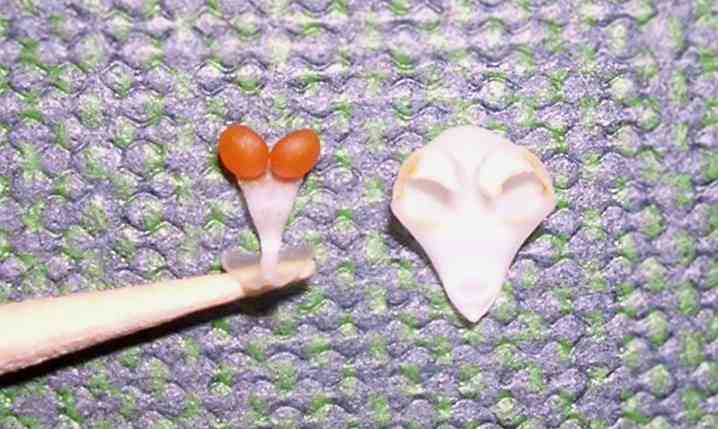
pollinierna hosPhalaenopsis utdragna

Pollinier är geléartade pollensamlingar som mest finns hos orkidéer. Orkidéer saknar traditionella ståndare och pistiller. På orkidéernas blommor är de sammanvuxna till en könspelare där pollinierna sitter. När blomman pollineras lossnar pollinierna helt med skaft och klibbskivor och bärs med insekten till nästa blomma. Den första blomman blir då av med allt pollen på en gång, och den mottagande blomman får allt den behöver. Orkideernas pistill innehåller ett mycket stort antal fröämnen och vart och ett av den behöver ett eget pollenkorn för att befruktas. Det är skälet till att en så stor mängd pollen måste överföras om fruktsättningen ska bli bra. 
Även andra växter kan ha pollinier, till exempel porslinsblomma (Hoya carnosa) och andra arter i underfamiljen Asclepiadoideae.